# Lo que el agua me dio
Lo que el agua me dio (también conocida como Lo que vi en el agua) es una pintura al óleo de Frida Kahlo que se completó en 1938.
Esta pintura ha sido nombrada su biografía. Como señala la académica Natascha Steed, «sus pinturas eran todas muy honestas y ella nunca se retrató ni más ni menos bella de lo que realmente era».Con esta pieza reflexionó sobre su vida y sus recuerdos. Kahlo liberó su mente inconsciente mediante el uso de lo que parece ser una yuxtaposición irracional de imágenes en el agua de su baño. En este cuadro, Frida se pinta a sí misma, precisamente sus piernas y pies, recostada en un baño de aguas grisáceas.
La pintura se incluyó en la primera exposición individual de Kahlo en la Galería Julien Levy de la ciudad de Nueva York, en noviembre de 1938.  Ahora forma parte de la colección privada del coleccionista de arte surrealista Daniel Filipacchi.

## Descripción
Los dedos de Kahlo sobresalen del agua de una bañera y se reflejan de vuelta en esta. Dominan la pintura, y, junto con una vista subacuática de sus muslos, son todo lo que se puede ver de ella en este autorretrato. En el agua flotan restos de la vida de Kahlo. Hay una isla que contiene un volcán que erupciona un rascacielos, un pájaro carpintero muerto en un árbol y un pequeño esqueleto que descansa en una colina. Desde esta isla comienza una cuerda floja que traza un diamante al centro de la bañera y, finalmente, se envuelve alrededor del cuello de una figura femenina desnuda, que flota como Ofelia. De esta figura femenina, que puede representar a la misma Kahlo, la soga vuelve a la mano de un hombre sin rostro recostado en la ribera de la isla, que parece observar a la mujer que estrangula a la distancia.
También flotando en la bañera están un vestido mexicano, una concha agujereada por balas, una pareja que se asemeja a los padres de Kahlo de su anterior pintura Mis abuelos, mis padres y yo, y dos amantes femeninas que luego reaparecen en su obra Dos desnudos en el bosque, de 1939.

## Interpretaciones
La pintura hace referencia a la iconografía, la mitología y el simbolismo tradicionales y antiguos, el erotismo y la botánica, todo ello plasmado en una escena que representa las piernas de la propia artista (como lo indica su herido pie derecho) sumergidas en el agua de un baño. Se han observado referencias a obras e influencias anteriores de Kahlo. Estos incluyen temas de su pintura Mis padres, mis abuelos y yo (1936), alusiones a El jardín de las delicias del pintor del  Hieronymus Bosch en su atención a la flora y la fauna, y una referencia a su posición política al documentar el choque de lo viejo y lo nuevo en el dramático detalle de un rascacielos ardiendo dentro de un volcán. Entre los diversos elementos macabros que se ven destacan un esqueleto y un bañista desnudo ahorcado por una cuerda.  
Lo que el agua me dio constituye las memorias de Frida sobre su historia, que describen la vida, la muerte, el consuelo y la pérdida. En medio de su visión está la forma en que Frida se encontró sumergida por su vida. Se cita a Frida diciendo: «Quise ahogar mis penas en licor, pero las condenadas aprendieron a nadar, y ahora estoy abrumada por esta buena y decente sensación». El estudioso Graham Watt afirmó que una característica común de las pinturas de Kahlo es la dualidad, ya que Kahlo pintó «el cuerpo que perdió y el cuerpo que tenía, sus aventuras heterosexuales y lésbicas, las costumbres tradicionales y modernas, mexicanas y europeas, la cercanía y la traición de aquellos a quienes amó, la tristeza y la alegría, así como la comunidad de su cosmovisión y la soledad de su situación».  Frida sólo encontró sus penurias en el baño. En este retrato, Kahlo aparece exánime mientras yace en una bañera, sus piernas apenas se ven pero sus pies emergen del agua. Su pie derecho está sangrando y deformado, reflejando lo que le pasaba a su cuerpo mientras sufría dolores.
De las más de 30 operaciones que sobrellevó, la mayoría fueron en la espalda y la pierna y el pie derechos. De ahí las ruinas que pintó sobre su pierna derecha; entre los dedos del pie hay una rajadura sangrante..Aunadamente, la poliomielitis infantil que le provocó más que una leve deformidad en su pierna derecha. La espina bífida de la que padecía Kahlo es una deformidad congénita, que resulta del cierre incompleto del tubo neural y de una médula espinal parcialmente fusionada. Esta disminución de la circulación en sus extremidades, junto con la polio y el accidente de tranvía de 1925, fueron la raíz de la batalla crónica de Kahlo contra el dolor neuropático.
Lo que el agua me dio es, al igual que las otras pinturas de Frida, muy personal. Escribe Leticia Pérez Alonso que «en la pintura de Kahlo el espectador termina identificándose con el objeto representado, y así se disuelve la distancia entre ambos».  Para llevar a sus espectadores lo más profundamente posible a su vida, los fuertes detalles en su pintura hicieron que la distancia entre el yo y el otro se borrara para que pudieran compartir la misma experiencia. Kahlo volvió a los mismos símbolos y figuras que se pueden apreciar en sus otras pinturas.
El volcán en sí es la piedra angular de esta pintura, ya que es un fuerte símbolo de que ella ya no reprime sus sentimientos sobre su cuerpo y su relación con Diego Rivera, la fuente de la mayor parte de su dolor pasional y su autoestima. En su diario, Kahlo se describió como «la que se parió a sí misma».  Una académica concluyó que estaba comenzando a descubrir y experimentar tanto a sí misma como al mundo que la rodeaba en un nuevo nivel más consciente.  La erupción del volcán refleja su inevitable erupción.
Lo que el agua me dio es un símbolo en sí mismo; uno de autodescubrimiento. Con esta pintura, Kahlo demostró su habilidad como artista surrealista que a través de su método de imágenes visuales agresivas, en lugar de lenguaje verbal, puede transmitir el trauma de su propia existencia poniéndose a sí misma a prueba y al mismo tiempo creando arte.
Según el crítico Bertram Wolfe, las pinturas de Kahlo parecían reunir el surrealismo y una «tradición mexicana profundamente arraigada». 
Partiendo de esta obra, Kahlo fue catalogada como una artista surrealista, aunque ella no se consideraba como tal; el retrato constituía su plataforma para expresar el dolor y sacar sus demonios.
André Breton vio el arte de Kahlo como surrealista y dijo de su trabajo: «¡Las promesas de la fantasía se llenan de mayor esplendor por la realidad misma!». Para Breton, esta obra fue un ejemplo de su surrealismo.

## Homónimos
- What the Water Gave Me: Poems after Frida Kahlo (Lo que el agua me dio: poemas inspirados en Frida Kahlo) es un poemario de Pascale Petit publicado en 2010 que se inspiró en la obra de Kahlo y hace referencia a ella. Respecto a este cuadro, Petit escribe a Kahlo revelando «mis pensamientos medio ahogados flaneando entre mis piernas». Otras descripciones de varios elementos vistos en la pintura incluyen al «edificio Empire State arrojando gangrena / sobre mi espinilla» y un «quetzal gigante / con una sola pierna traspasado por un árbol». [14]
- «What the Water Gave Me» es una canción de Florence and the Machine, y el primer corte lanzado de su segundo álbum de estudio, Ceremonials (2011). Fue escrita por Florence Welch y Francis White y producida por Paul Epworth. Welch decidió darle el nombre a la canción luego de ver la obra de Kahlo.